# Спиношипові
Спиношипові (Notacanthidae) — родина променеперих риб, одна з двох у ряді спиношипоподібних (Notacanthiformes). Містить 11 видів у трьох родах.

## Опис
Вони мають подовжене тіло, схоже на тіло вугра, голу шкіру з невеликими черевними і грудними плавцями та сильно розвинений анальний плавець. Хвостовий плавець атрофований або відсутній. Спинний плавець також відсутній, замість нього ряд спікул проходить по спині (звідси і назва спиношипових). Усі види середнього розміру, як правило, до півметра.

## Види
- Рід Lipogenys
  - Lipogenys gillii (Goode y Bean, 1895)
- Рід Notacanthus
  - Notacanthus abbotti (Fowler, 1934)
  - Notacanthus bonaparte (Risso, 1840)
  - Notacanthus chemnitzii (Bloch, 1788)
  - Notacanthus indicus (Lloyd, 1909)
  - Notacanthus sexspinis (Richardson, 1846)
  - Notacanthus spinosus (Garman, 1899)
- Рід Polyacanthonotus
  - Polyacanthonotus africanus (Gilchrist y von Bonde, 1924)
  - Polyacanthonotus challengeri (Vaillant, 1888)
  - Polyacanthonotus merretti (Sulak, Crabtree y Hureau, 1984)
  - Polyacanthonotus rissoanus (De Filippi y Verany, 1857)